# الويل يا بابل
الويل يا بابل هي رواية صدرت عام 1959 للكاتب الأمريكي بات فرانك (باسمه المستعار هاري هارت فرانك). وكانت إحدى أولى الروايات حول دمار العالم بالقوة النووية وحافظت على شعبيتها بعد أكثر من خمسين عاما على نشرها لأول مرة، حيث تدخل في قوائم أفضل 20 رواية قصيرة في الخيال العلمي على موقع أمازون (التي تضم مجموعات قصصية قصيرة وروايات). تسرد الرواية آثار حرب نووية على بلدة صغيرة تدعى فورت ريبوس في فلوريدا، والتي استوحاها فرانك من مدينة حقيقية هي مونت دورا في فلوريدا. اشتق عنوان الكتاب من سفر الرؤيا الإصحاح 18:10: «ويل ويل المدينة العظيمة بابل المدينة القوية لأنه في ساعة واحدة جاءت دينونتك».